# 11252 Laërtes
11252 Laërtes è un asteroide troiano di Giove del campo greco. Scoperto nel 1973, presenta un'orbita caratterizzata da un semiasse maggiore pari a 5,1432388 UA e da un'eccentricità di 0,0297869, inclinata di 5,85810° rispetto all'eclittica.
L'asteroide è dedicato a Laerte, il padre di Ulisse.